# Catherine Disher
Catherine Wilder Disher (Montreal, Quebec, Canadá, 22 de junio de 1970) es una actriz ý comediante canadiense. Ganó un premio Gemini a la Mejor Actriz por su papel en la miniserie canadiense Snakes & Ladders, y fue nominada por su papel como Dra. Natalie Lambert en la serie de televisión Forever Knight.

## Biografìa
Se graduó en la Academia Phillips Exeter en 1978 y después en la Escuela de Teatro Nacional de Canadá en Montreal.
Anteriormente estuvo casada con su coestrella de la serie de X-Men, Cedric Smith, con quien tuvo un hijo, Darcy Montgomery Smith, en 1993.

## Carrera
Tuvo un papel de reparto en la serie de acción T. and T. y también en la segunda temporada de la serie de televisión, La guerra de los mundos. Fue la voz de Jean Grey en la serie animada de los X-Men, la cual duró en el aire desde 1992 hasta 1997. Ella es la voz de Psylocke en los videojuegos de la serie de Marvel Vs. Capcom. 
Aparte de su trabajo en X-Men, colaboró con su voz para el personaje de Jill Valentine en el tercer videojuego de la saga de Resident Evil, Resident Evil 3: Nemesis el cual fue lanzado en 1999.
Interpreta a Psylocke en la serie animada, Wolverine and the X-Men.
Interpreta el rol de la Superintendente Maggie Norton en la serie policial The Border (iMDB, CBC), desde su primera temporada en 2008, una mujer fuerte y aguerrida, aunque tierna y sensible.
Es la única actriz que ha interpretado a Jill Valentine en más de un solo juego: Resident Evil 3: Nemesis & Marvel Vs Capcom 2.